# Шрубків
Шру́бків (до 1830 р. — Кам'янецькі Хутори) — село в Україні, в Меджибізькій селищній територіальній громаді Хмельницького району Хмельницької області.

## Назва
До 1830 року село мало назву Камянецькі Хутори. Село було перейменовано на фамілію начальника гарнізону полковника Шрубківського.

## Географія
Розташоване за 25 км від міста Деражня та за 30 км від залізничної станції Деражня на лінії Жмеринка—Хмельницький. Розкинулось на 4-х пагорбах, за 5 кілометрів на північ від Меджибожа.
Ґрунти чорноземи, місцями глинясті та піщані.

## Історія села
Село Шрубків до 1830 року називалось Кам'янецькі Хутори.
Село потопає в садах, крім криниць в селі не було більше водойм, а тому під час військових навчань не вистачало води. Гігієнічні умови місцевості сприятливі для оздоровлення населення.
Основне зайняття населення — забезпечення військової бази постачанням, яка була розміщена на території Камянецьких Хуторів і підпорядковувалась гарнізону Меджибізького замку. Основні види культур, які тут вирощували це: зернові, льон, коноплі, капуста, редька, на території села було багато фруктових садів, знаходилось кілька сотень вуликів.
Через землі Кам'янецьких хуторів проходили шляхи на Стару Синяву, Пиляву та Старокостянтинів. Через ці землі проходив шлях між Меджибожем і торговим шляхом, який прозвали «Чорний шлях» (через те, що ним користувались татари коли нападали на західну Україну). Він проходив від перекопу через Умань між Пилявою і Староконстянтиновим, вище Тернополя сходився з Кучманським шляхом і йшов на Львів.
У XVI ст. польський король за військові заслуги перед Польщею, віддав землі Меджибізького ключа і право побудови міста з назвою Сенява руському князеві Миколі Сенявському. Рід Сенявських відзначався надзвичайною відданістю королям Речі Посполитої, а тому сам перед дбав про оборонність земель, які були прикордонною зоною Поділля. Сенявські протягом свого володіння укріплювали і перебудовували Меджибізький замок, утримували в ньому гарнізон і підтримували його боєздатність.
Кам'янецькі Хутори, як і решта сіл Меджибізького ключа, належали понад два століття князям Сенявським, а після смерті останнього князя Сенявського 1730 році, дочка Софія вийшла вдруге заміж за князя Чорторийського і землі Сенявських перейшли Чорторийськім. І ними вони володіли протягом 100 років.
Село виникло із хуторів, які називали Кам'янецькі Хутори. Кожний хутір мав крім землеробства ще й ремісничий профіль. Хутір Мельницький мав 2 вітряні млини, які знаходились на пагорбі урочищі «Довга» і знаходиться на північ від села. На Бондарському хуторі, що на півдні села, виготовляли бочки і вози.
Гончарський хутір знаходився в центрі села, а Чумацький на сході в сторону села Пронилова. Крім того, в селі займались ткацтвом, столярством, чоботарством.
Це все було використано коли князі Сенявські створили на території Камянецьких хуторів базу постачання гарнізону Меджибізького замку і полку, який був в підпорядкувані Сенявських. Пізніша назва хуторів трансформувалась в назві вулиць, які збереглись досі, вулиця Бондарська, вулиця Гончарська, Мельницька, на місці хутора Чумацького вулиця Сьомаки і Трояни, на цих вулицях знаходились складські приміщення. Після перенесення 1830 роках було утворено вулицю Грицайську, її заселили жителі села Пронилова, вулиця Чайки жителі Золоторенок, вулиця Кошилівка жителі села Банашок.
Під час визвольної війни 1648–1654 рр. в липні, в серпні 1648 року базу постачання і тренувальний центр князів Сенявських використовували повстанські війська наказного Гетьмана Максима Кривоноса. Під час його рейду по Польській землі в полк вливалось багато повсталих селян Поділля та Волині. І щоб підтримувати війська на належному рівні, повстанців навчали дисципліні на тренувальному центрі(Камянецькі Хутори).
У липні—серпні 1648 році, коли Богдан Хмельницький стояв на полях села Гончарихи (Синявщина), продовольчий обоз поповнювали на базі постачання Сенявського на Кам'янецьких хуторах.
На території села загинув полковник Омельян Купченко під час походу на обоз загону Яреми Вишневецького. До сьогоднішніх днів зберігся пам'ятний хрест на місці загибелі полковника О.Купченка в Ганзельські під Гаями. За народними переказами було названо іменем полковника Івана Золоторенка, брата жінки Б.Хмельницького, який знаходився під час походу 1648 р. при штабі гетьмана.
Можна зробити припущення, що Іван Золоторенко брав участь у сутичках в той період на цій землі.
За народними переказами, командир гарнізону з бази постачання полковник Могилевський з частиною гарнізону перейшов на сторону повстанських військ. Під час нападу Яреми Вишневецького на обоз Богдана Хмельницького і базу постачання загинув полковник Могилевський із своїм гарнізоном і полковник Омелян Купченко. Б.Хмельницький послав Івана Золоторенка очолити гарнізон замість загиблого Могилевського, який розмістився в селі, яке назвали Золоторенки.
Пам'ятний знак Могилевському знаходився по дорозі на греблю Оноставського ставу. У наш час[коли?] цей хрест знаходиться в Меджибізькому музеї.
Влітку 1649 року база постачання і тренувальний центр використовувався військами Данила Нечая. Проте що на території села Шрубкова проходили військові сутички козаків і повстанських військ, про що свідчать збережені пам'ятні хрести і знахідки ядер, козацьких люльок, наконечників списів тощо.
Під час Турецького панування 1672–1699 років свідчень про село немає.
У період коли дочка Сенявського вийшла за князя Чорторійського, а саме в 1728 році в Камянецьких Хуторах побудували дерев'яну церкву на честь Покрови Пресвятої Благородиці. Ймовірно з того року перетворилось в село.
В 1734 році московські війська захопили місто Меджибіж за те, що князь Чорторізький виступив проти короля Августа ІІІ, якого підтримував царський уряд. Останній поділ Польщі в 1793 році привів до конфіскації земель Меджибізького ключа, але вже у 1795 році імператриця Катерина II знову повернула Меджибізькі землі синам Чорторійським Адаму і Констянтину. У цей період на території села знаходився московський гарнізон для контролю за князями.
За переказами в цей період очікували приїзду до Меджибожа імператриці Катерини ІІ. Не знаючи по яких дорогах вона буде їхати обладнали 3 шляхи: Пилявський, Волосівський, Митківський, обсадивши їх липами. Значна частина саджень збереглась і до сьогодні.
Коли виникло польське повстання в 1830 році в ньому брав участь і князь Чорторійський, за що був позбавлений княжого і дворянського роду в тому числі і земель Меджибізького ключа. Село Камянецькі Хутори було перейменовано іменем начальника гарнізону полковника Шрубківського і конфісковано в казну. Це було зроблено царським урядом для знищення культурних, історичних та економічних зв'язків. Крім того для знищення родинних зв'язків частину людей було виселено в Херсонську губернію, а в село Шрубків було переселено частину людей з сіл Золоторенки, Пронилів, Банашки, які було знищено.
Кам'яна церква села Банашки було розібрано і з її матеріалу було побудовано нову церкву у селі Лисанівці. На місці села Банашки зберігся лише фундамент церкви. У селі Золоторенки після його знищення лишився хутір, його кілька будинків збереглися до 60-х років XX ст. Сьогодні видно тільки сліди від вулиць і місця будинків.
В 30-х роках XIX ст. Військовим гарнізоном в урочищі Бичова був побудований цегельний завод. Остання піч заводу була розібрана у 80-х XX ст. Військовим гарнізоном було побудовано казарми і двох поверхову штаб-квартиру. У цих роках був викопаний став, який з'єднувався підвісною доріжкою з штаб-квартирою полковника гарнізону. Став досі зберіг свою назву «Панський».
Військовий гарнізон обслуговував гарматний полігон, який знаходився між Волосівським та Митківським шляхами. Крайня безпечна віха яка ставилась на полігоні під час стрільб була на липі на волосівському шляху. Ця липа до сьогодні називається «Спасенна липка», за нею була безпечна зона.
Військовий гарнізон бази постачання та обслуговування полігону був ліквідований у 1911 році.
Будинки, казарми і складські приміщення були продані, а із матеріалів штаб-квартири у 1912 році була побудована школа, частина якої збереглась до сьогодні, і яка пропрацювала до 1991 року.
Плац, який знаходився по праву сторону при в'їзді в село, був розданий населенню під земельні ділянки, ця земля і до сьогодні називається «пляцами».
Селянин Безручко розповідає про своє село Шрубків Меджибіжського району Вінницької області, що мало близько 200 дворів та про сусіднє село Митківці — понад 150 дворів.
У 1933 році в часи Голодомору селі вимерло, згідно з реєстрацією сільради 700 душ, яких поховано кагатами, себто в спільні ями. У селі Митківцях із 150 дворів не залишилося ні однієї живої душі: всі вимерли крім хіба тих, що порозбігалися.
В 1991 році відкрита нова школа в центрі села, а старе приміщення тепер використовується під гаражі.
На території села є 2 ставки, і 3 за межами села, їхні назви «Кацапський», «Паньський».
2009 року село було газифіковано. За кошти селян, головний газопровід був прокладений за кошти компанії, а розводку по селу за кошти селян.

## Населення
Населення становить 655 осіб на 2001 рік.
- 1412 осіб (1971)
- 655 осіб (2001)

### Мова
Розподіл населення за рідною мовою за даними перепису 2001 року:
| Мова       | Відсоток |
| ---------- | -------- |
| українська | 98,17%   |
| російська  | 1,68%    |
| румунська  | 0,15%    |